# Бовин, Александр Евгеньевич
Алекса́ндр Евге́ньевич Бо́вин (9 августа 1930, Ленинград — 29 апреля 2004, Москва) — советский и российский журналист, политолог и дипломат, юрист, телеведущий, публицист. Кандидат философских наук. С 1970 по 1982 год — спичрайтер генерального секретаря ЦК КПСС Л. И. Брежнева.
Член КПСС с 1951 года (написал заявление о выходе из партии 19 августа 1991). Лауреат Государственной премии СССР (1981).

## Биография
С 1941 по 1947 год жил в Хабаровске, учился в школе № 5.
В 1953 году окончил юридический факультет Ростовского государственного университета, год работал народным судьёй города Хадыженска Краснодарского края. В 1954—1955 годах — заведующий отделом пропаганды и агитации Нефтегорского райкома. В 1955 году — заместитель директора Хадыженского леспромхоза. В 1955—1956 годах — вновь народный судья Хадыженска. После окончания учёбы в аспирантуре философского факультета МГУ (1959) — научный консультант редакции философии журнала «Коммунист». В 1963—1972 годах — консультант, руководитель группы консультантов 2-го международного отдела ЦК КПСС. В этот период Бовин тесно сотрудничал с Юрием Андроповым, в тот период — секретарём ЦК КПСС. Кандидат философских наук (1967), тема диссертации — «Коммунисты и социал-демократы. (Некоторые проблемы идейно-политической борьбы в современном рабочем движении)».
На протяжении ряда лет Бовин был спичрайтером генерального секретаря ЦК КПСС Леонида Брежнева. К. и. н. Т. Окулова-Микешина называет Бовина автором всех известных «сентенций» Брежнева: «Экономика должна быть экономной», «Мы встали на этот путь и с него не сойдём».
Относил себя к шестидесятникам. В 1968 году во время Пражской весны Бовин участвовал в переговорах с чехословацкой стороной (Дубчек, Биляк, Гусак, Кригель и др.) в приграничном городе Чьерна-над-Тисоу. Занимал достаточно независимую позицию по поводу ввода войск Варшавского договора в Чехословакию.
Независимая позиция Бовина привела к его переводу в газету «Известия». По его собственной версии, причиной перевода послужило то, что «Находясь в Сочи, я иногда писал письма друзьям. И в одном из таких писем, будучи, видимо, в возбуждённом состоянии, я дал нелицеприятную характеристику партийным бонзам, с которыми приходилось работать. Письмо это попало в КГБ». «Коммерсант» приводит легенду, которая гласит, что на какой-то дружеской вечеринке его спросили, читал ли он последнюю речь Леонида Ильича. «Что значит „читал“? Я её писал», — ответил Александр Бовин и на следующий же день начал новую карьеру — политобозревателя газеты «Известий». Но сотрудничество с генеральным секретарём продолжалось и позже: по утверждению Фёдора Бурлацкого, именно Бовин прописал пассаж о руководящей роли партии в брежневской конституции 1977 года: «я сделал ему замечание: но этого даже в сталинской конституции нет. В сталинской, говорит, нет, зато есть прямое указание Леонида Ильича».
С 1972 по 1991 год — политический обозреватель «Известий». Был ведущим еженедельной телевизионной программы «Международная панорама». Член Центральной ревизионной комиссии КПСС (1981—1986).
Дипломатический ранг чрезвычайного и полномочного посла присвоен 12 ноября 1991 года. За неделю до распада СССР был назначен чрезвычайным и полномочным послом СССР в Израиле, а после распада СССР до 1997 года был послом Российской Федерации. В марте 1997 года был освобождён от должности в связи с уходом на пенсию. В Израиле неоднократно выступал с заявлениями относительно политики государственного антисемитизма в СССР.
С сентября 1997 по 2000 год — вновь политический обозреватель газеты «Известия». С декабря 1997 года — автор и ведущий публицистической программы «Разговор по существу» на телеканале «ТВ Центр». Публиковался в журнале «Итоги». С осени 2000 года вёл еженедельную авторскую программу на «Радио России» «Мир за неделю» (до своей смерти).
Был заведующим кафедрой журналистики Российского государственного гуманитарного университета (РГГУ). В 2001 году подписал письмо в защиту телеканала НТВ. В 2002 году — ведущий 10-минутного авторского выпуска «24 с Александром Бовиным», шедшего на REN-TV по пятницам в 19:30.
Яков Кедми отзывался: «Бовин — представитель настоящей русской интеллигенции. С широким кругозором, очень сердечный. Типично русский в лучших своих проявлениях. Жизнелюб, он любил хорошо закусить, при случае — выпить. Не скажу, что он был человек откровенный, но честный. В нём не было какой-то фальши, игры. Александр Бовин искренне любил свою страну, но никаких фобий к другим народам и странам не испытывал… Бовин работал с Андроповым, и к этому человеку у него было особое, очень личное отношение».
Умер в Москве, дома, от кровоизлияния в мозг в ночь на 29 апреля 2004 года. Церемония прощания прошла 2 мая в Центральной клинической больнице, был похоронен на Троекуровском кладбище.

### Семья
Отец — Евгений Алексеевич Бовин, военнослужащий. Мать — Агнесса Ивановна Бовина (Борисова).
Был женат. Остались дочь и внук.

## Киновоплощения
- Александр Семчев — «Брежнев», 2005.

## Награды
- Орден «За заслуги перед Отечеством» III степени (10 августа 1999) — за заслуги перед государством, большой вклад в укрепление дружбы и сотрудничества между народами, многолетнюю плодотворную деятельность в области печати[17]
- Орден Ленина (8 августа 1980) — за большие заслуги в развитии советской печати и в связи с пятидесятилетием со дня рождения[18]
- Орден Октябрьской Революции (1971)
- Орден Трудового Красного Знамени (1967)
- Благодарность президента Российской Федерации (28 июля 2000) — за активное участие в работе Комиссии по вопросам помилования при Президенте Российской Федерации[19]
- Благодарность президента Российской Федерации (7 января 2002) — за активное участие в работе Комиссии по вопросам помилования при Президенте Российской Федерации[20]